# Florometra asperrima
Florometra asperrima är en sjöliljeart som först beskrevs av A. H. Clark 1907.  Florometra asperrima ingår i släktet Florometra och familjen fjäderhårstjärnor. Inga underarter finns listade i Catalogue of Life.